# شیویو
شیویو (به لاتین: Xiuyu District) یک سکونتگاه مسکونی در جمهوری خلق چین است که در پوتیان واقع شده‌است.